# Alnabru

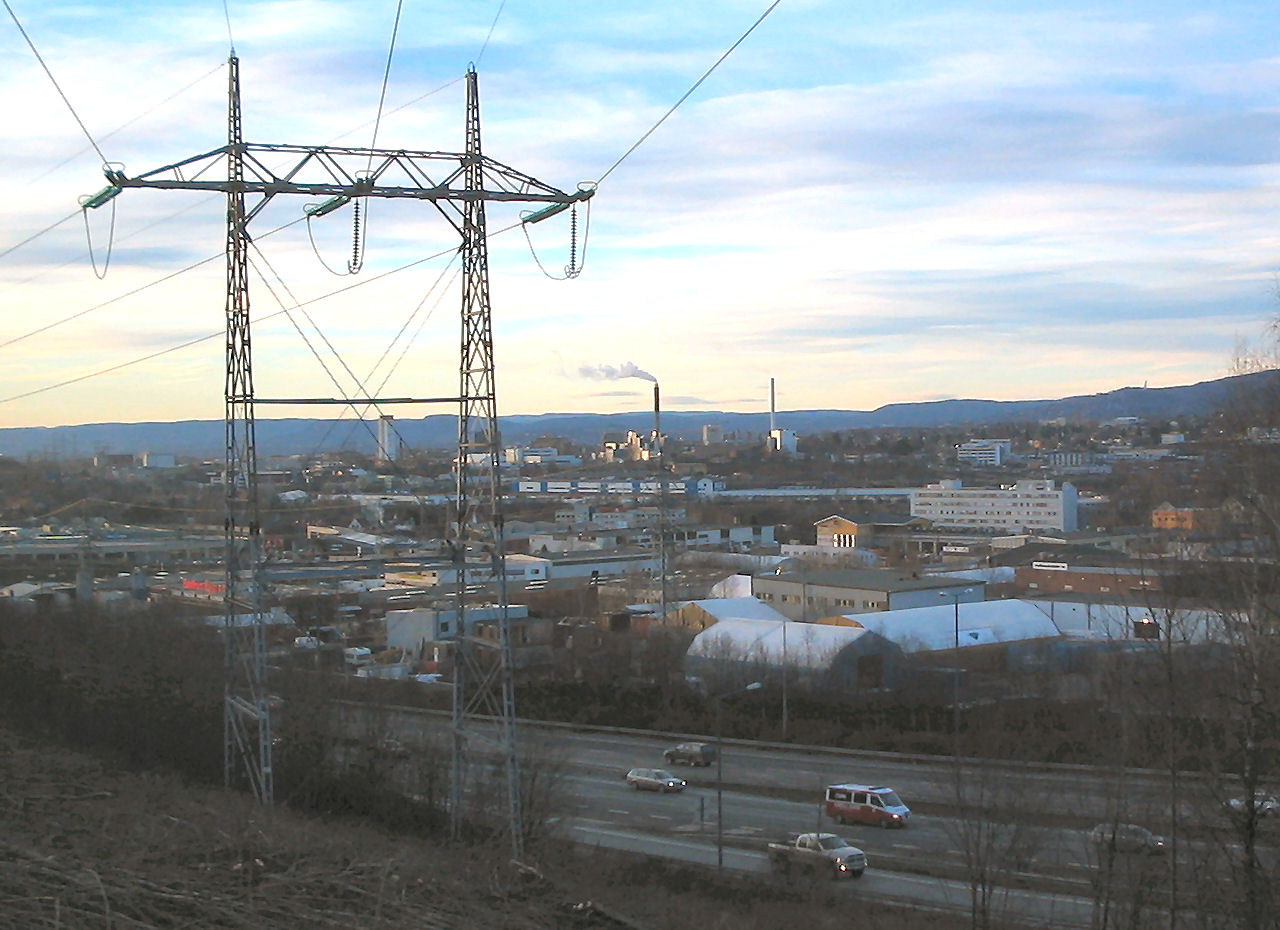
E6 en Alnabru

Alnabru es un barrio de Oslo. Se encuentra ubicado en el centro de la parte sur de Groruddalen. El nombre Alnabru proviene de la zona que rodea Alnaelva y el viejo Alna Gård. Esto también ha dado su nombre a las afueras de Alna donde se encuentra el barrio de Alnabru.
El barrio es una zona industrial más conocida por su terminal de mercancías. Esta es la terminal principal de Oslo, para el transporte de los productos, y se encuentra en la línea de Hovedbanen que anteriormente corría a la estación de Alnabru. Alnabru es el lugar de parada para los trenes de mercancías en la estación de Alna, y alrededor de 300 metros a lo largo de la Hovedbanen es el lugar de parada para los pasajeros. La ruta europea E6 también runds a través de la zona, teniendo en cuenta tanto los camiones y autos.
- Datos: Q4582516
- Multimedia: Alnabru / Q4582516